# Hulbe-Haus

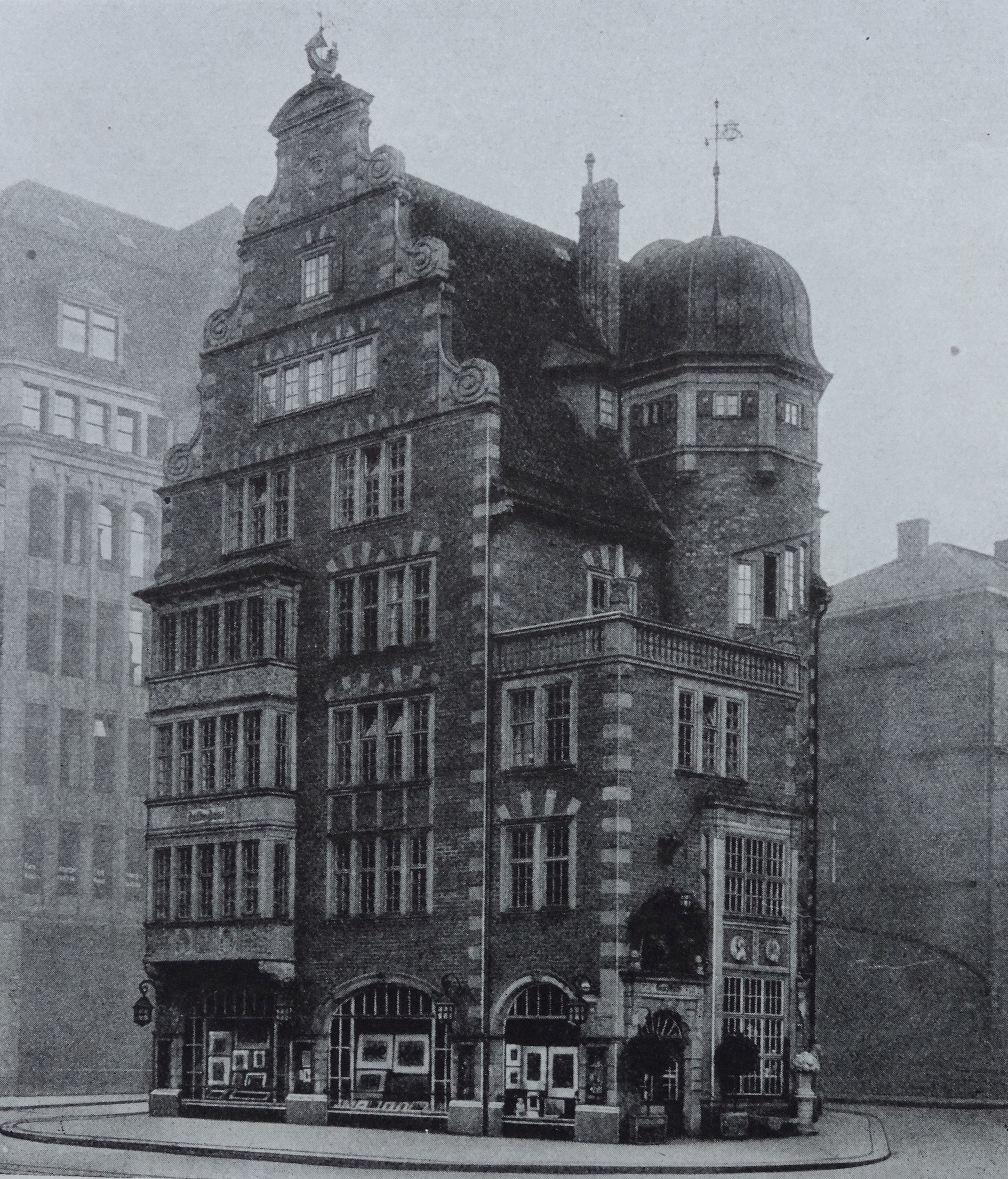
Hulbe-Haus (1914) – Der Laden wurde von Künstlern als Ausstellungsraum genutzt

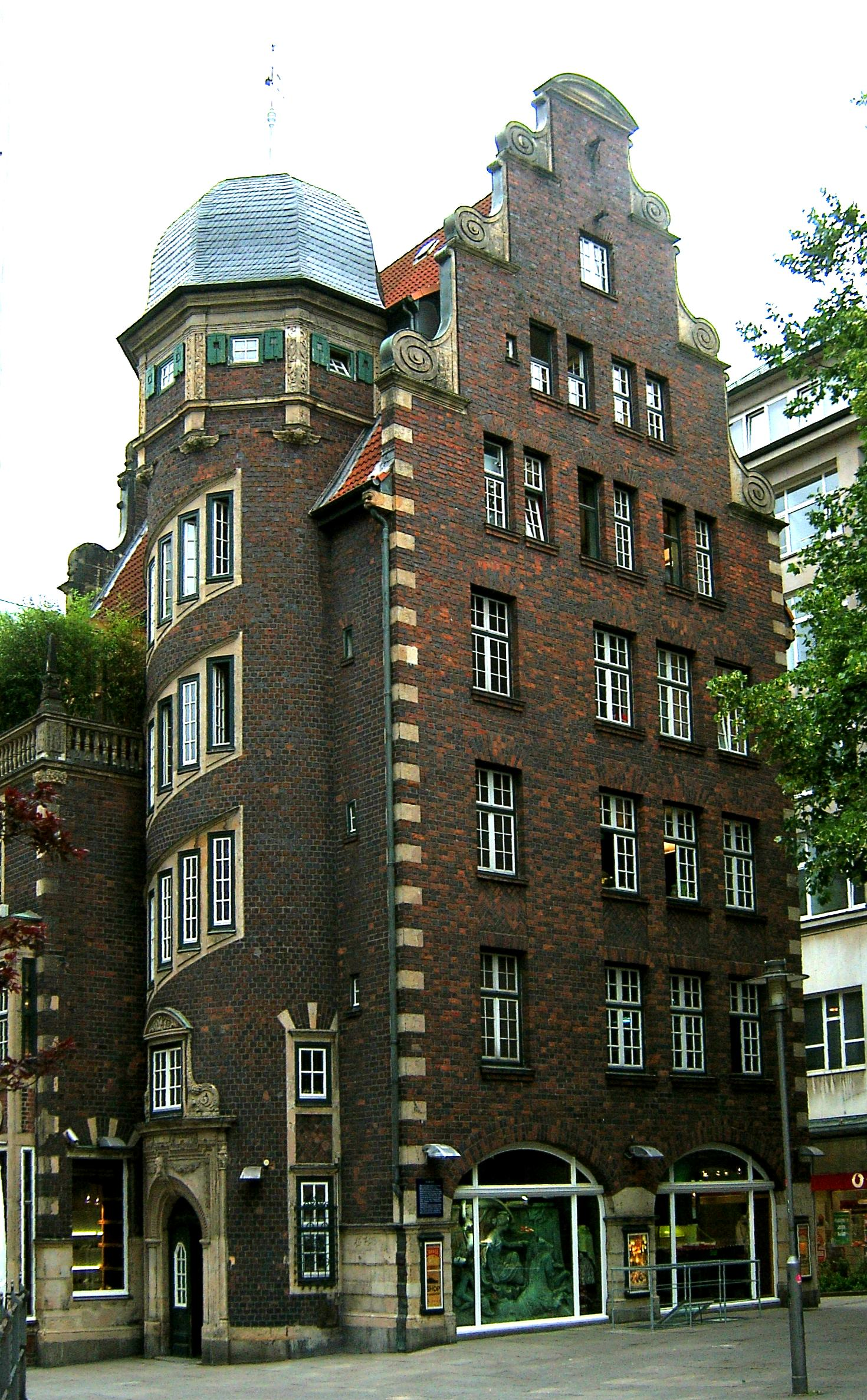
Hulbe-Haus (Rückseite), im Schaufenster ein Relief des Kaiser-Wilhelm-Denkmals

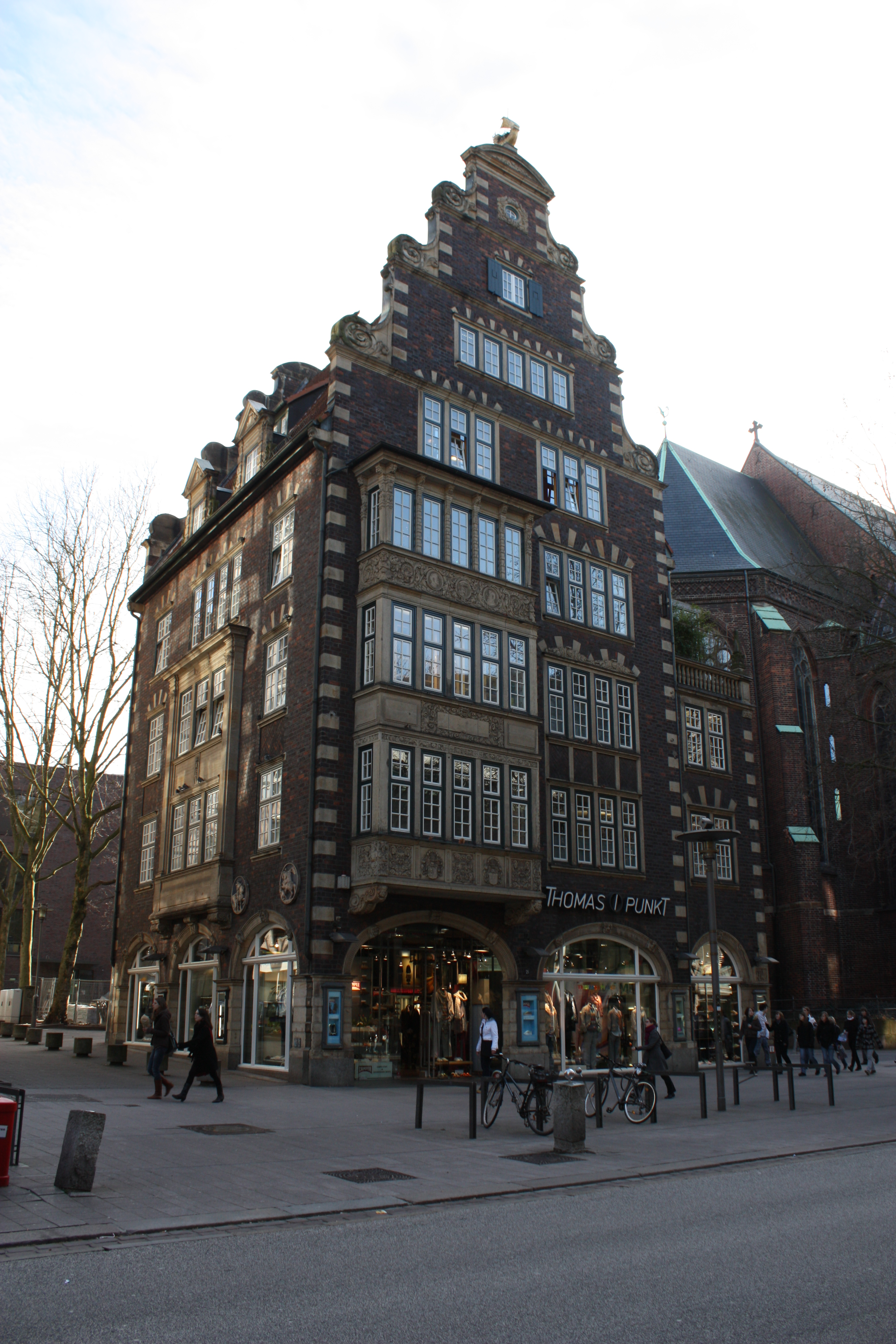
Hulbe-Haus (Vorderseite) Detail

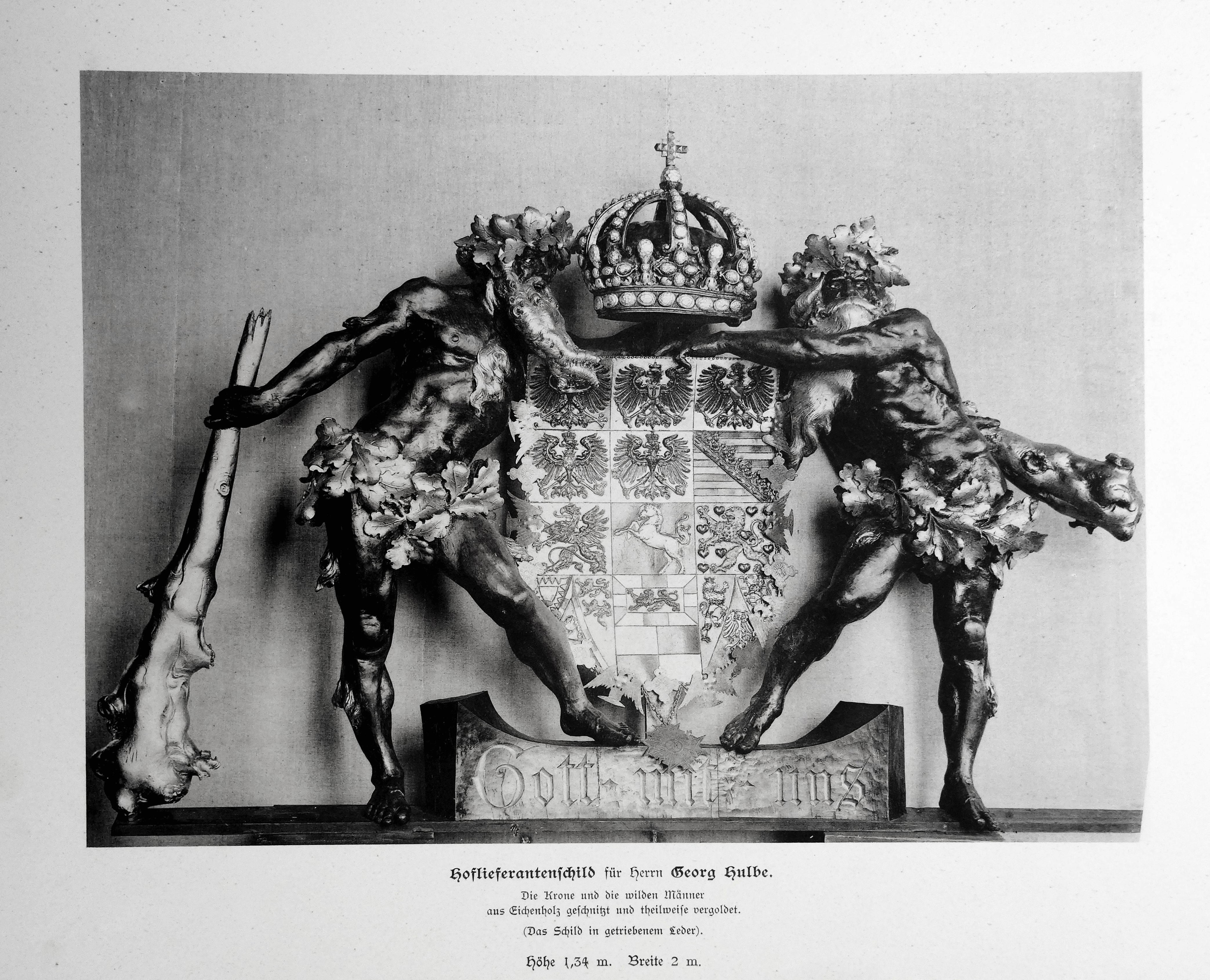
Hoflieferantenschild für Georg Hulbe – vom Bildhauer Aloys Denoth – „Die Krone und die wilden Männer“

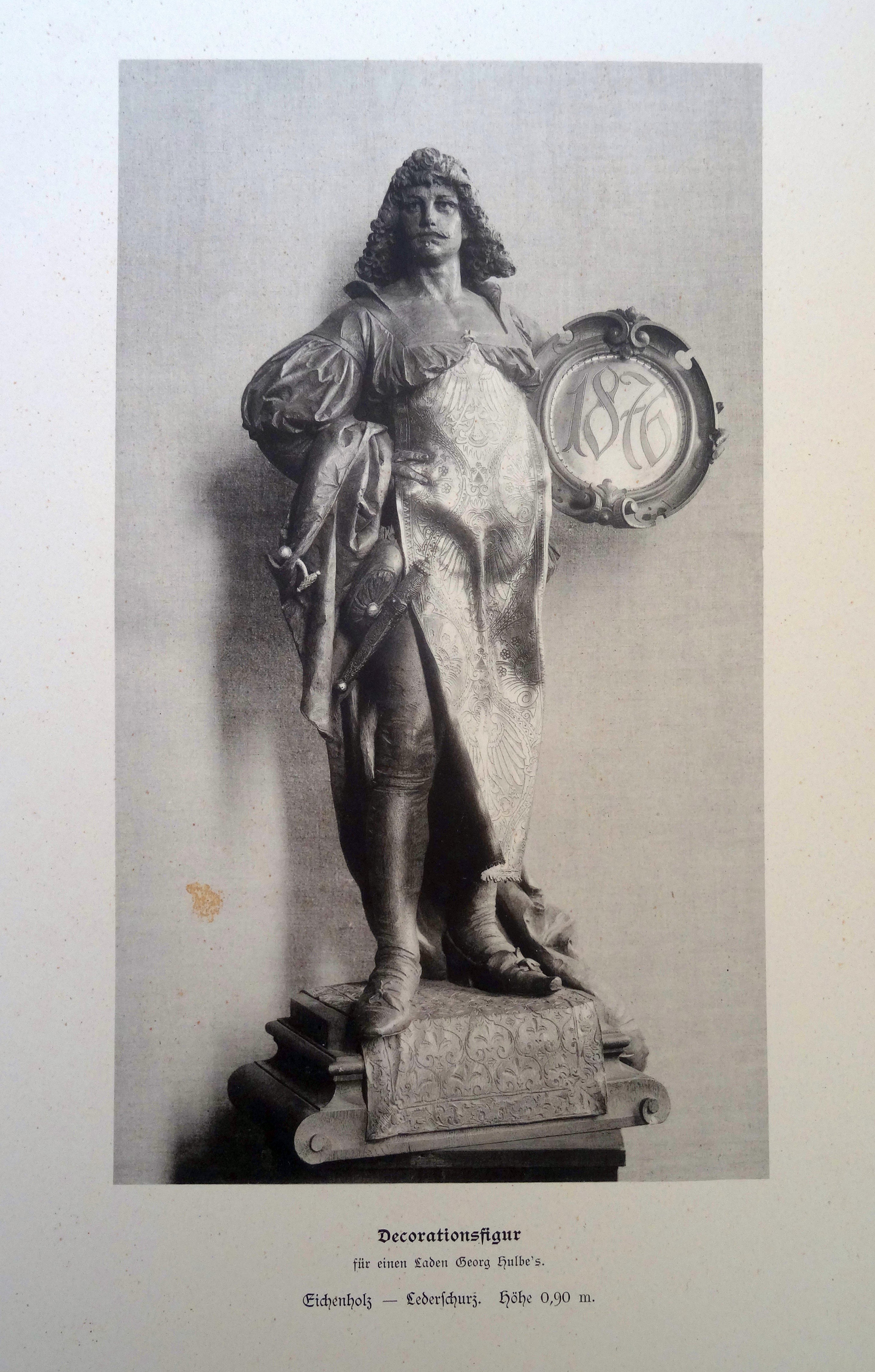
Dekorationsfigur für einen Laden Georg Hulbes – vom Bildhauer Aloys Denoth

Das Hulbe-Haus ist ein Büro- und Geschäftshaus in Hamburg, Mönckebergstraße 21, das unter Denkmalschutz steht. Es wurde 1910/11 nach Entwürfen des Hamburger Architekten Henry Grell (1870–1937) erbaut und ist nach seinem Bauherrn benannt, dem Buchbinder und Leder-Kunsthandwerker Georg Hulbe.

## Geschichte
Das Hulbe-Haus, ursprünglich das „neue Hulbe-Haus“ genannt, hatte bereits seit 1889 im Stadtteil St. Georg in der Lindenstraße 43/47 einen Vorgängerbau. Dort war die große Werkstatt untergebracht und gleichzeitig gab es Ausstellungsräume für „interessante Kollektiv-Ausstellungen hervorragender Künstler“. Die Ausstellungsfläche des „Kunstgewerbehauses Hulbe“ in St. Georg hatte 500 m² Boden- und 1300 m² Wandfläche. Auch das Ladengeschäft im Hamburger Hof am Jungfernstieg Nr. 26 diente Künstlern als Ausstellungsplattform.
Hulbe ließ in der Mönckebergstraße das Gebäude als Standort seines Kunsthandwerk-Geschäftes, das auch als Kunstgewerbehaus Hulbe firmierte, direkt neben der St.-Petri-Kirche bauen. In der Bebauung der Mönckebergstraße wollte er mit diesem Bau einen städtebaulichen Akzent zwischen den Kontorhäusern setzen. Der Bau greift die architektonischen Formen der niederländischen Renaissance auf und somit auch die Tradition der nordischen Seestädte.
Von der Erbengemeinschaft Georg Hulbes („G. Hulbe Testament“) ging das Haus in den 1930er Jahren an die A. Voss Verwaltungsgesellschaft in der Bramfelder Straße 140–152 (Margarinefabrik) und in den 1960er Jahren an die „Alfred Voss-Erben“ über, die in Hamburg im Sinne von Alfred Voss als Mäzene bekannt sind. Im Erdgeschoss wurde die Ladenfläche an das „Haus der Technik“ von Hugo Sonnenberg vermietet. Das Haus wurde später an den Wirtschaftsprüfer Otto Gellert, den Generalbevollmächtigten der Alfred Voss-Erben, verkauft.
Auf dem Dach des Hauses ist eine Kogge aus vergoldetem Kupferblech montiert, ein Wahrzeichen der Hanse und Hulbes Firmensignet. Diese Kogge beinhaltete Dokumente aus der Bauzeit und musste zusammen mit anderen Teilen des Hauses nach einem schweren Sturm 1978 restauriert werden. Nach den Arbeiten wurden die Dokumente an das Museum für Kunst und Gewerbe übergeben. Aktuell wird das Haus von der Firma Thomas i Punkt, einem Geschäft für Mode und Skateboardausrüstung, genutzt.
Die Bildhauerarbeiten für die Reliefs an der Außenfassade wurden von Hermann Perl geschaffen. Die Darstellung auf einer Relieftafel (vorne rechts) am Hulbehaus erklärte das Hamburger Abendblatt 1983 in einem Artikel über die Mönckebergstraße:

„Zwei reizvolle Akzente in der Straßenflucht
[…] Eine besondere Beziehung zum Bürgermeister Mönckeberg hat auch das Hulbe-Haus (Nummer 21). 1911 ist es im Stil eines altflämischen Bürgerhauses erbaut worden. An der Fassade hängt eine Steintafel, die freilich nur Eingeweihte deuten können. Sie zeugt von einem Streit zwischen dem renommierten Hamburger Buchbinder Hulbe und Bürgermeister Mönckeberg. Der nämlich hatte an einer etwas freizügigen Zeichnung einer jungen Dame Anstoß genommen, die Hulbe im Schaufenster seiner Werkstatt am Jungfernstieg ausgestellt hatte. Hulbe mußte eine Geldstrafe von 50 Mark zahlen. Was er nicht einfach hinnahm. Er ließ die Steintafel an seinem Haus bildlich verkünden, was er von der Angelegenheit und von Mönckeberg hielt. Die Plastik zeigt einen Mönch (der auch im Mittelpunkt des Mönckebergschen Familienwappens steht), der von einem Narren geführt auf einem Esel reitet und die Fahne der Kunst hinter sich her durch den Dreck zieht.“

Diese Beschreibung ist aber nicht ganz zutreffend: Bürgermeister Johann Georg Mönckeberg starb bereits 1908. Es handelte sich in dem Streit um seinen jüngeren Bruder, den Rechtsanwalt Rudolf Mönckeberg. Der ehemalige Staatsrat der Finanzbehörde Leo Lippmann (1881–1943) beschreibt den Vorgang in seinen Erinnerungen:

„Dr. Rudolf Mönckeberg war einer der schärfsten Gegner der Sozialdemokraten. An ihn erinnert ein Relief, das an dem Hulbehaus in der Mönckbergstraße angebracht ist. Dr. Mönckeberg hatte Anstoß daran genommen, dass in dem Schaufenster  des Hulbe’schen Geschäftes (damals: am Alten Jungfernstieg) Zeichnungen des Malers Reznicek für den Münchner ‚Simplicissimus‘ ausgestellt waren, die wenig bekleidete Frauen darstellten. Auf Grund der gerichtlichen Aussage Mönckebergs wurde Hulbe wegen ‚Erregung eines öffentlichen Ärgernisses‘ zu einer kleinen Geldstrafe (50 Mark) verurteilt. Hulbe rächte sich dadurch, dass er an seinem neuen Geschäftshaus in der Mönckebergstraße ein Relief anbringen ließ: einen Mönch, der auf einem Esel einen Berg hinaufreitet und dem Hummel seinen bekannten Kraftausdruck nachruft.“

Anja Katthöfer berichtete 1997 in ihrer Magisterarbeit, dass Hulbe die Art von Rudolf Mönckeberg sehr gestört hatte, denn man kannte sich und er hätte die betreffenden Bilder umgehend entfernt, wenn er von Rudolf Mönckeberg darauf aufmerksam gemacht worden wäre. Auch fand der Gerichtsprozess im Frühjahr 1911 großen Widerhall in der zeitgenössischen Presse. Hulbe hat in der goldenen Kogge auf dem First des Hulbe-Hauses hierzu einen „Brief an die Nachwelt“ hinterlassen. Darin kritisiert er die oberflächlichen Kunstbestrebungen seiner Zeit und schließt das Schreiben mit den Worten: „Meine Sorge, daß die gute alte solide Technik auf allen Gebieten des Handwerks durch die vielen Theoretiker immer mehr zurückgeht, finde ich leider bestätigt. Wie mag das nach 100 Jahren aussehen …?“

Details vom Hulbe-Haus
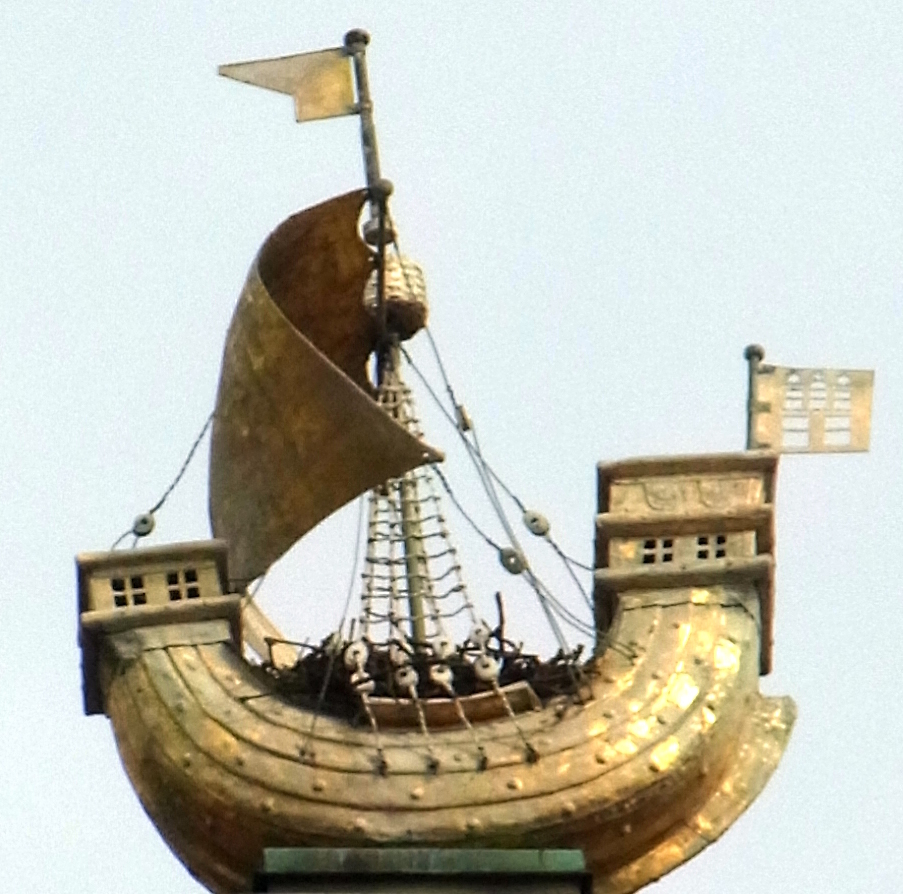
Die goldene Kogge auf dem Dachgiebel
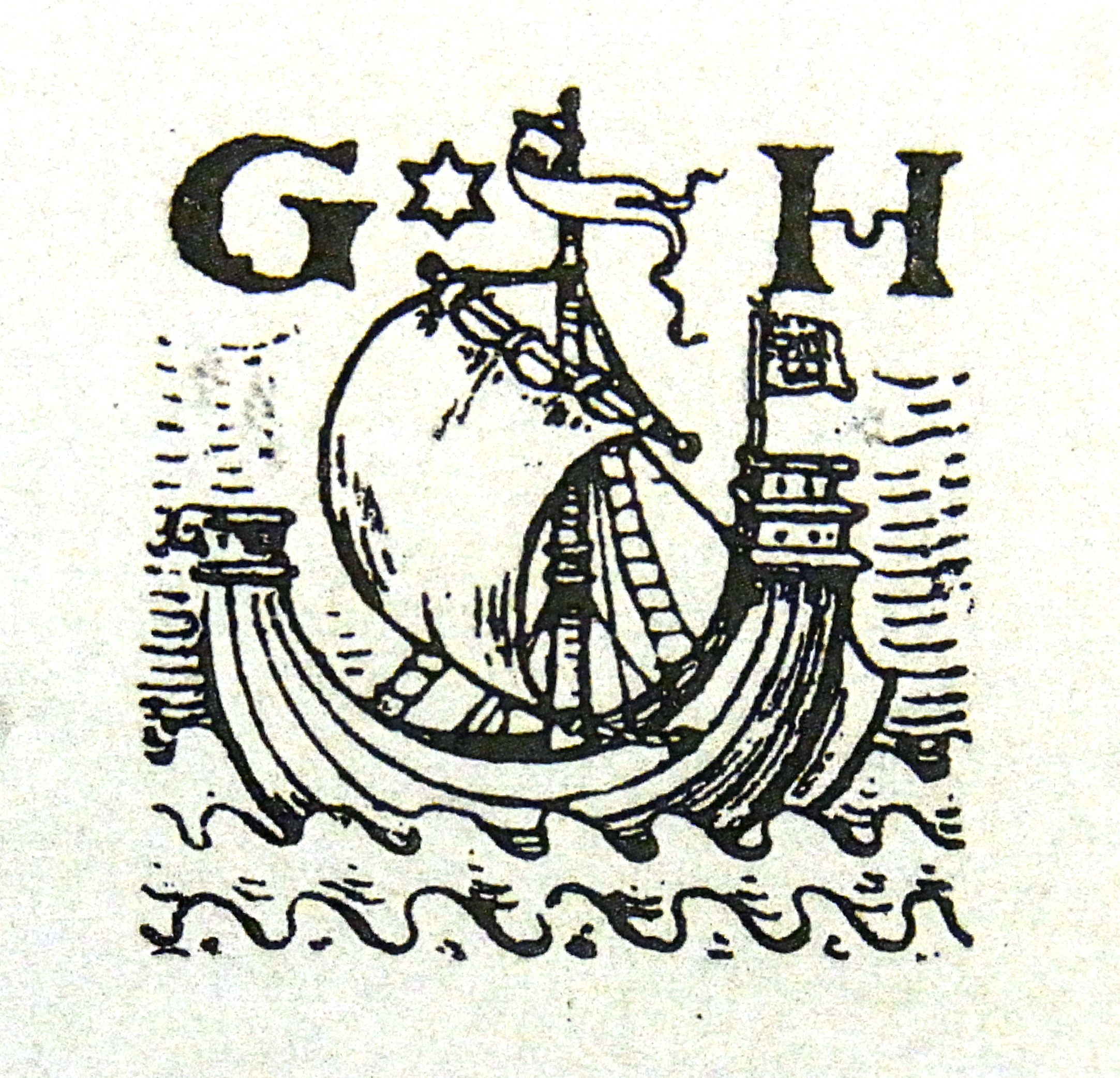
Signet der Fa. Georg Hulbe
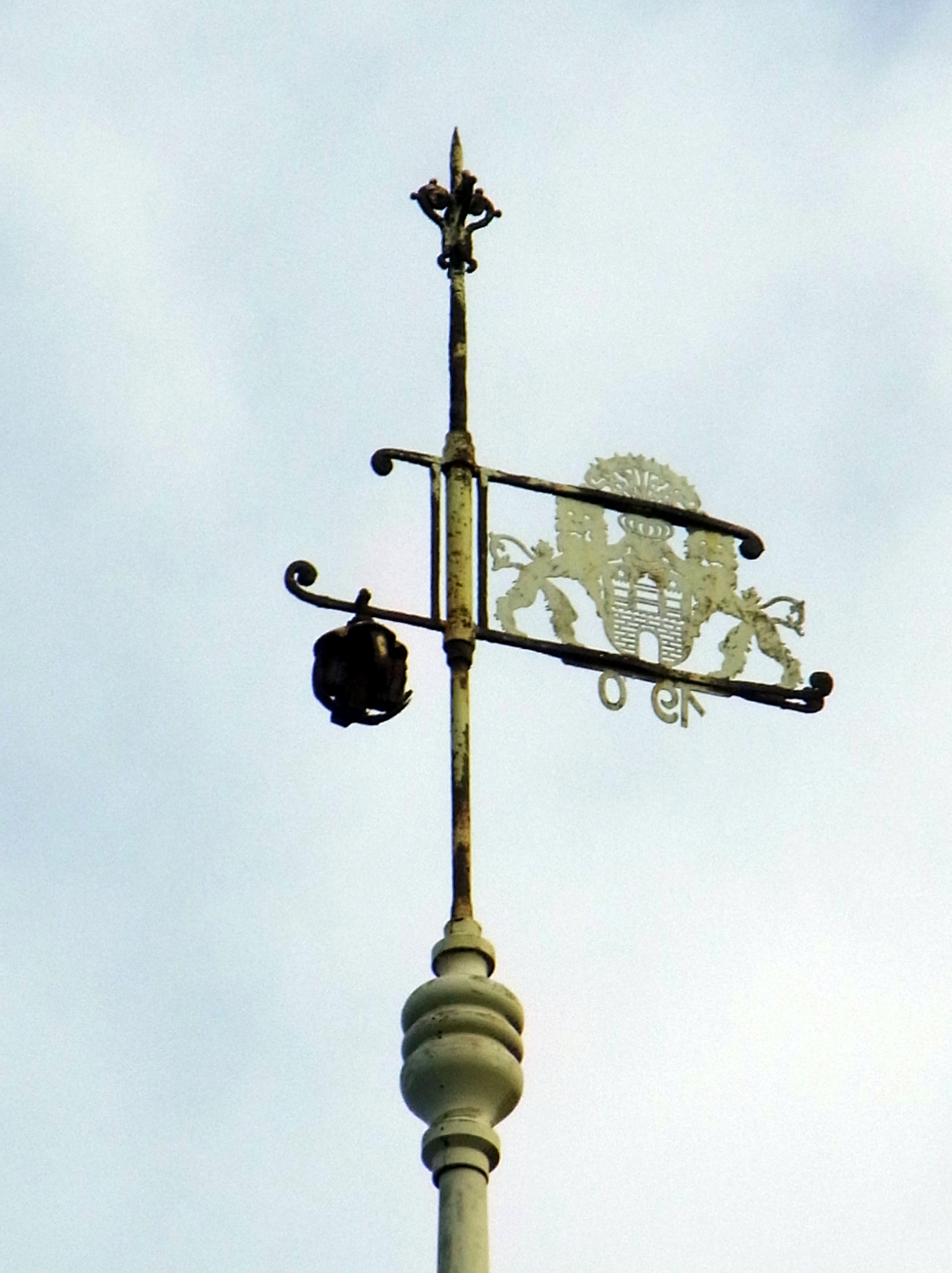
Die Wetterfahne über dem Treppenturm des Seiteneingangs
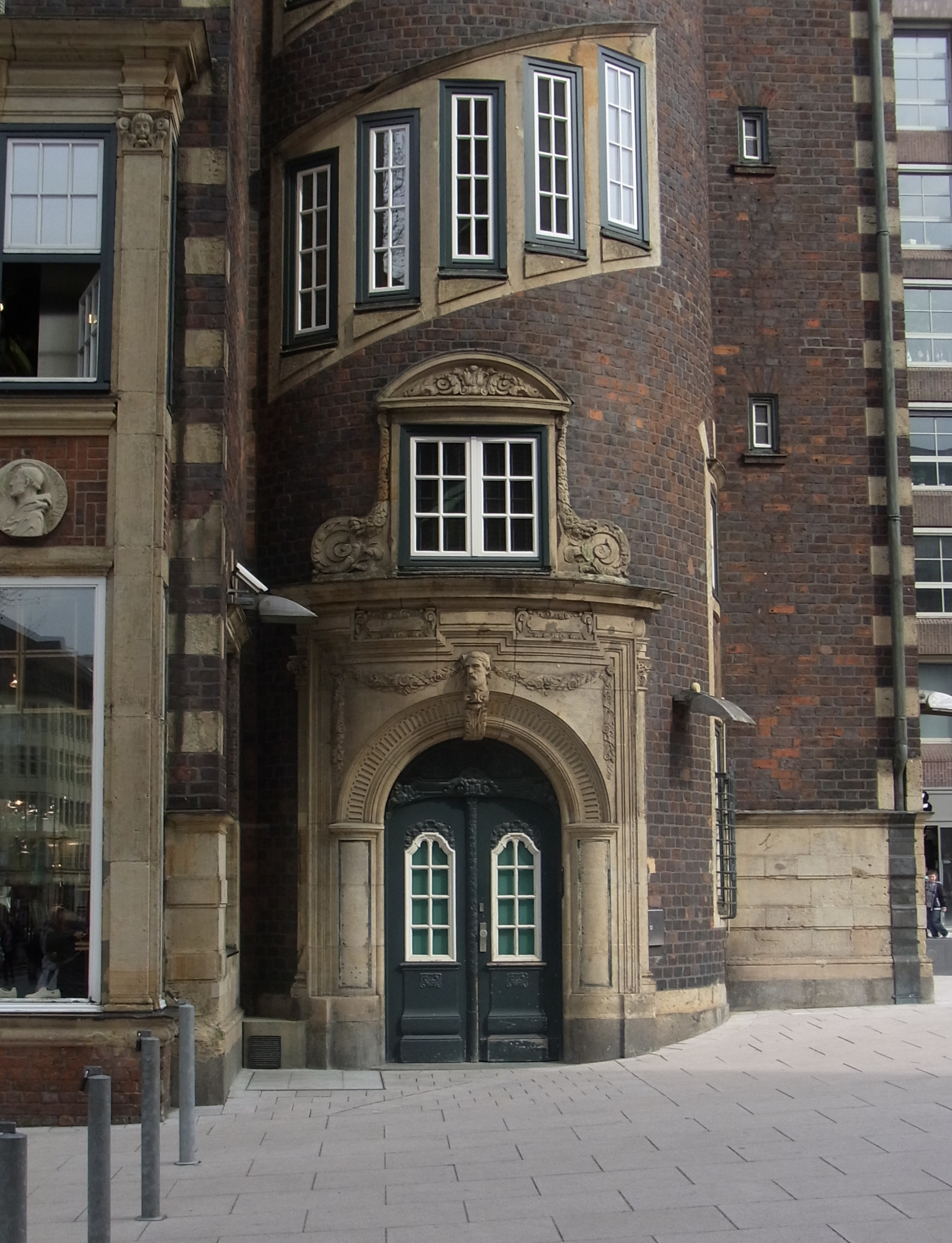
Seiteneingang
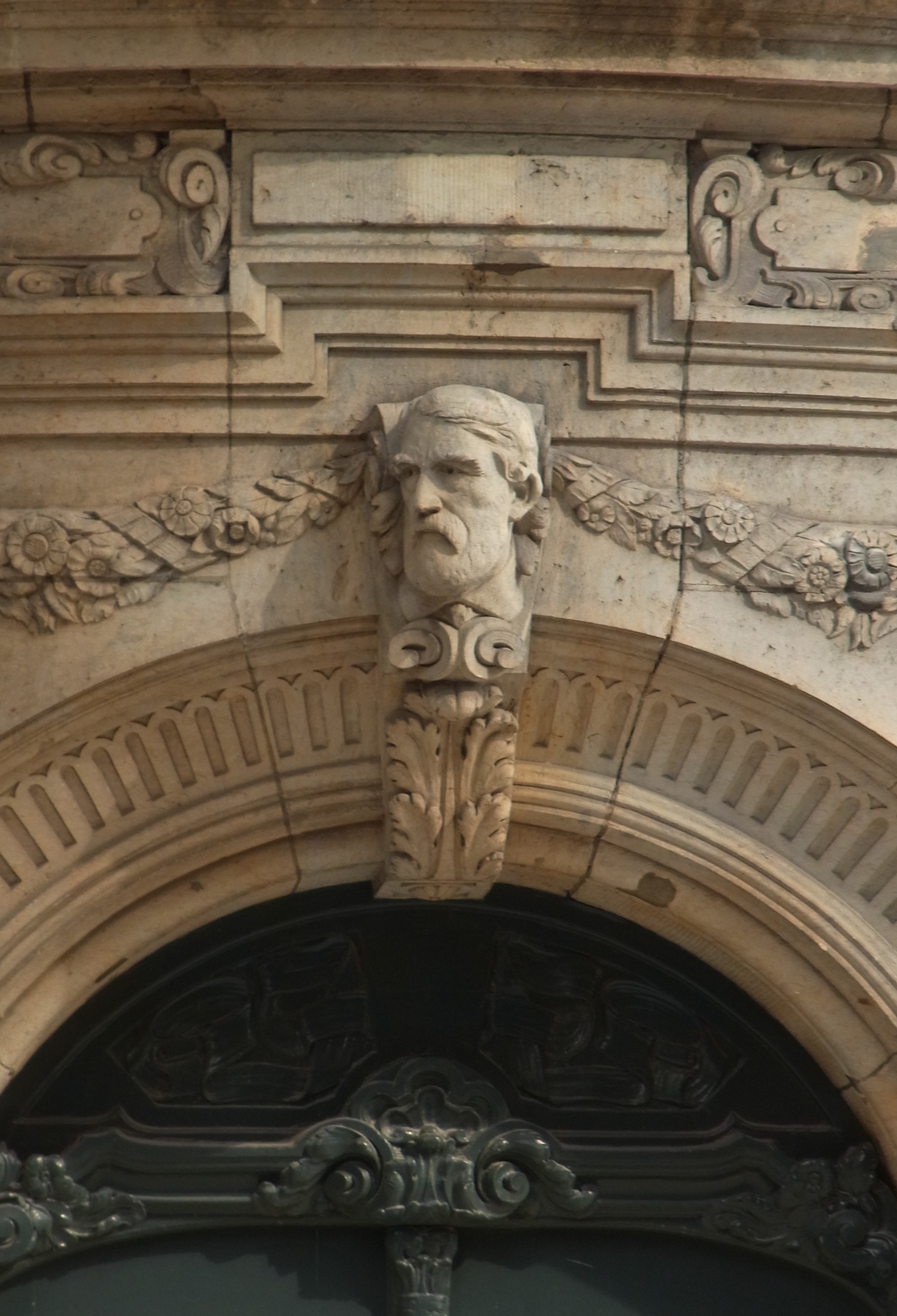
Portrait von Georg Hulbe
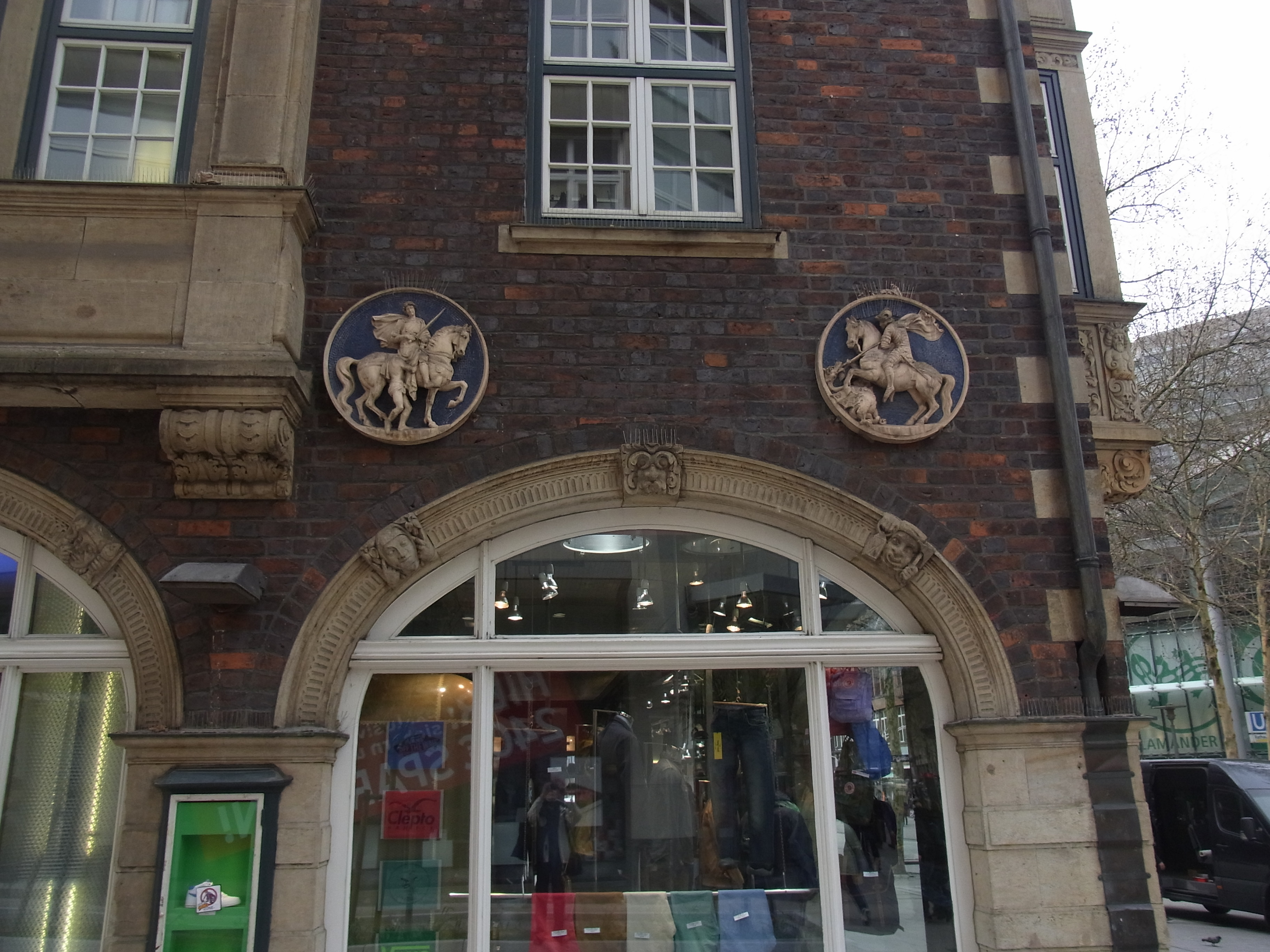
Georg-Medaillons am Hulbe-Haus
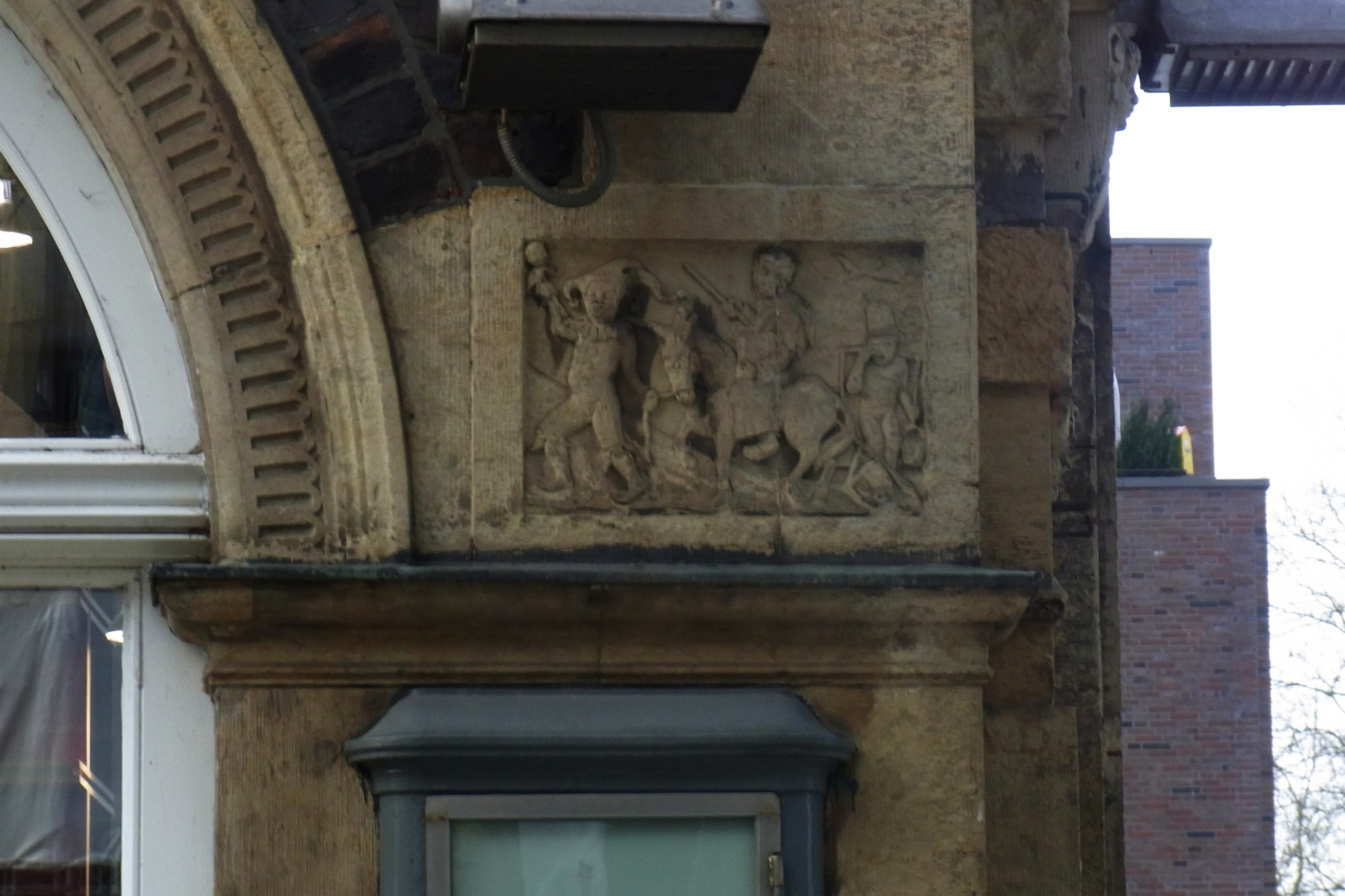
Steinrelief an der Straßenseite
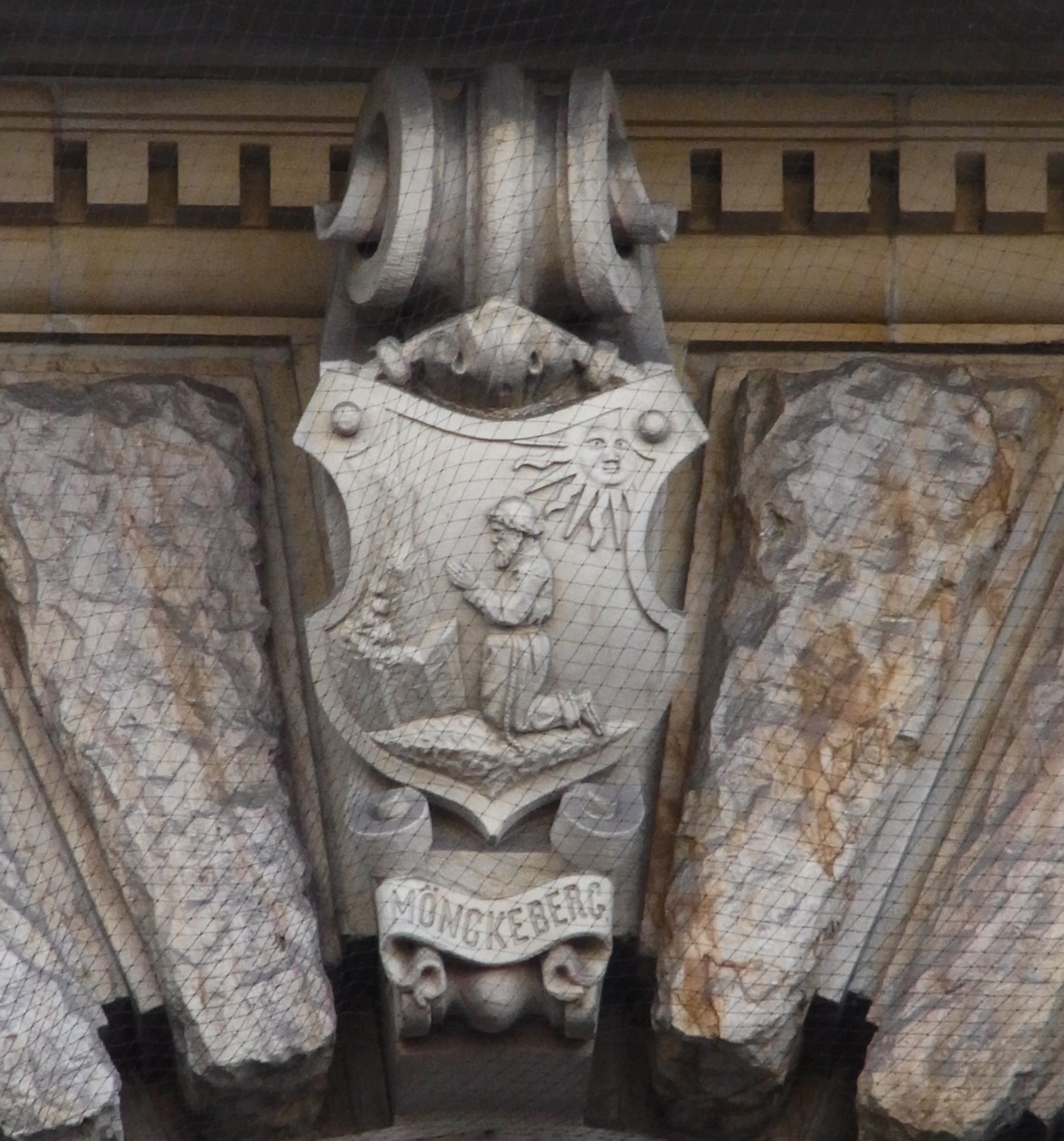
Schlussstein Rathaus mit Mönckeberg-Wappen